# Daniel Simon Richter
Daniel Simon Richter (* 5. Dezember 1971 in Oberhausen) ist ein deutscher Autor von Fantasy-Büchern und Spielen.

## Leben
Daniel Richter wuchs in Oberhausen auf. Er studierte Chemie und Germanistik an der Gerhard-Mercator-Universität in Duisburg. Seit 1993 ist er als Autor für das Pen-&-Paper-Rollenspiel Das Schwarze Auge tätig, dort betreute er unter anderem bestimmte Regionen oder Orden. 2008 wurde er in den Redaktionsstab des Spiels berufen, seit 2009 war er bis Ende 2017 beim Verlag Ulisses Spiele als festangestellter Redakteur für Das Schwarze Auge verantwortlich. Er arbeitet häufig mit Michael Masberg zusammen.

## Publikationen (Auswahl)
Daniel Richter hat unter anderem folgende Publikationen zur Fantasywelt Aventurien, der Spielewelt des Schwarzen Auges, veröffentlicht:
- 1994: Das Herzogtum Weiden ISBN 3-89064-267-5, (Redaktion)
- 2007: Schild des Reiches ISBN 978-3-940424-06-8 (Redaktion)
- 2008: Wetterleuchten ISBN 978-3-940424-57-0 (Redaktion und Abenteuer-Autor)
- 2010: Orkengold ISBN 978-3-940424-71-6 (Redaktion)
- 2010: Der Mondenkaiser ISBN 978-3-86889-039-6 (Abenteuer-Autor)
- 2010: Im Bann des Nordlichts ISBN 978-3-86889-040-2 (Redaktion)